# Štandart (fregata 1999)
La fregata Štandart (in russo Штандартъ?) è la replica moderna della prima nave della Flotta del Baltico dell'impero russo. L'originale fu varata nel 1703 nei cantieri Olonecky, presso Olonec, per volontà dello zar Pietro I e ordine del comandante Aleksandr Menšikov. Il nome Štandart venne poi assegnato a tutti i panfili reali degli zar fino alla Rivoluzione Russa del 1917. Il panfilo dello zar Nicola II fu l'ultimo di questa serie.

## Storia
Nel 1994 un piccolo gruppo di appassionati di vela guidati da Vladimir Martus iniziarono la costruzione di una replica della storica nave. Martus fece delle modifiche al progetto originale, inserendo quattro paratie e una chiglia zavorrata. La nave moderna è quindi divisa in cinque compartimenti stagni ed è più stabile dell'originale in condizioni meteorologiche avverse.
L'associazione non a scopo di lucro "Shtandart Project" varò l'imbarcazione il 4 settembre 1999.
La moderna Štandart può essere suddivisa in due parti:
- L'area ricostruita fedelmente sopra il ponte dei cannoni: il timone, le sculture lignee decorative, il mobilio, tutti gli alberi, i cannoni, le passerelle e i portelli sono repliche accurate.
- La zona "moderna", costruita secondo gli attuali standard di sicurezza: questa include i due motori e un generatore

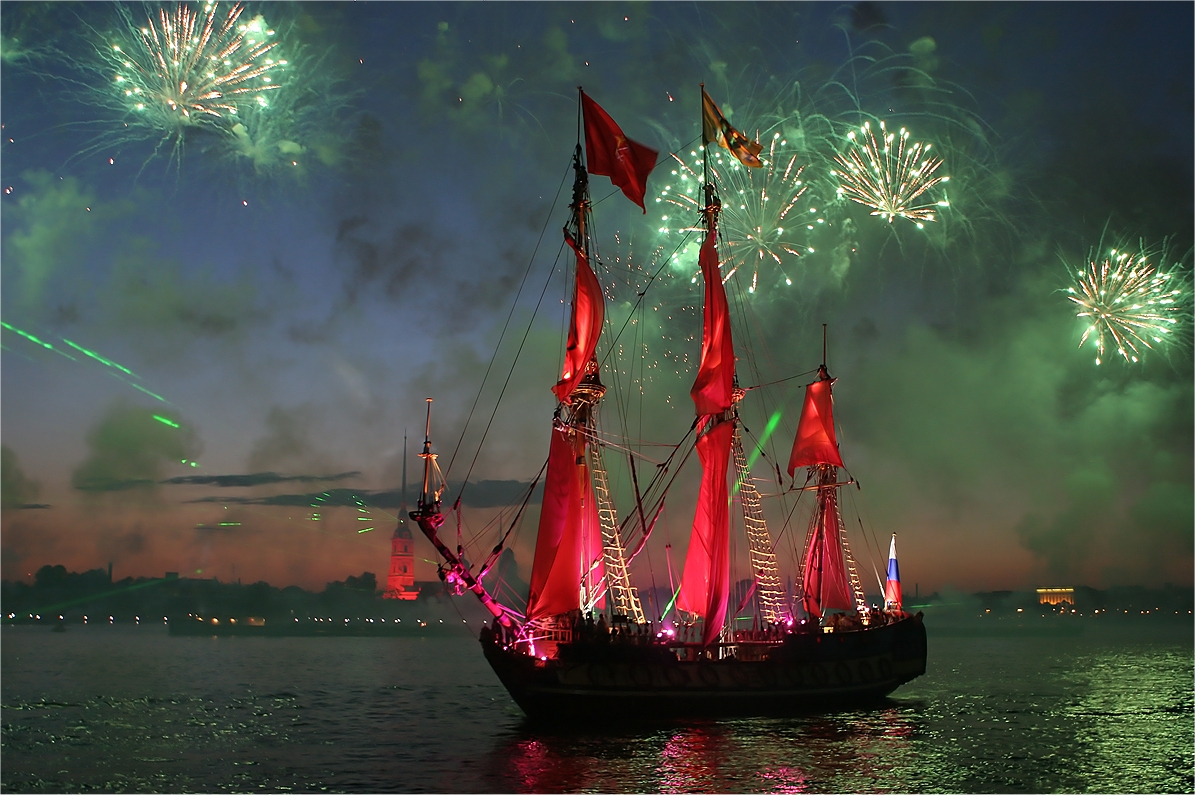
La Štandart durante i festeggiamenti delle vele scarlatte per i maturandi di San Pietroburgo (2007)

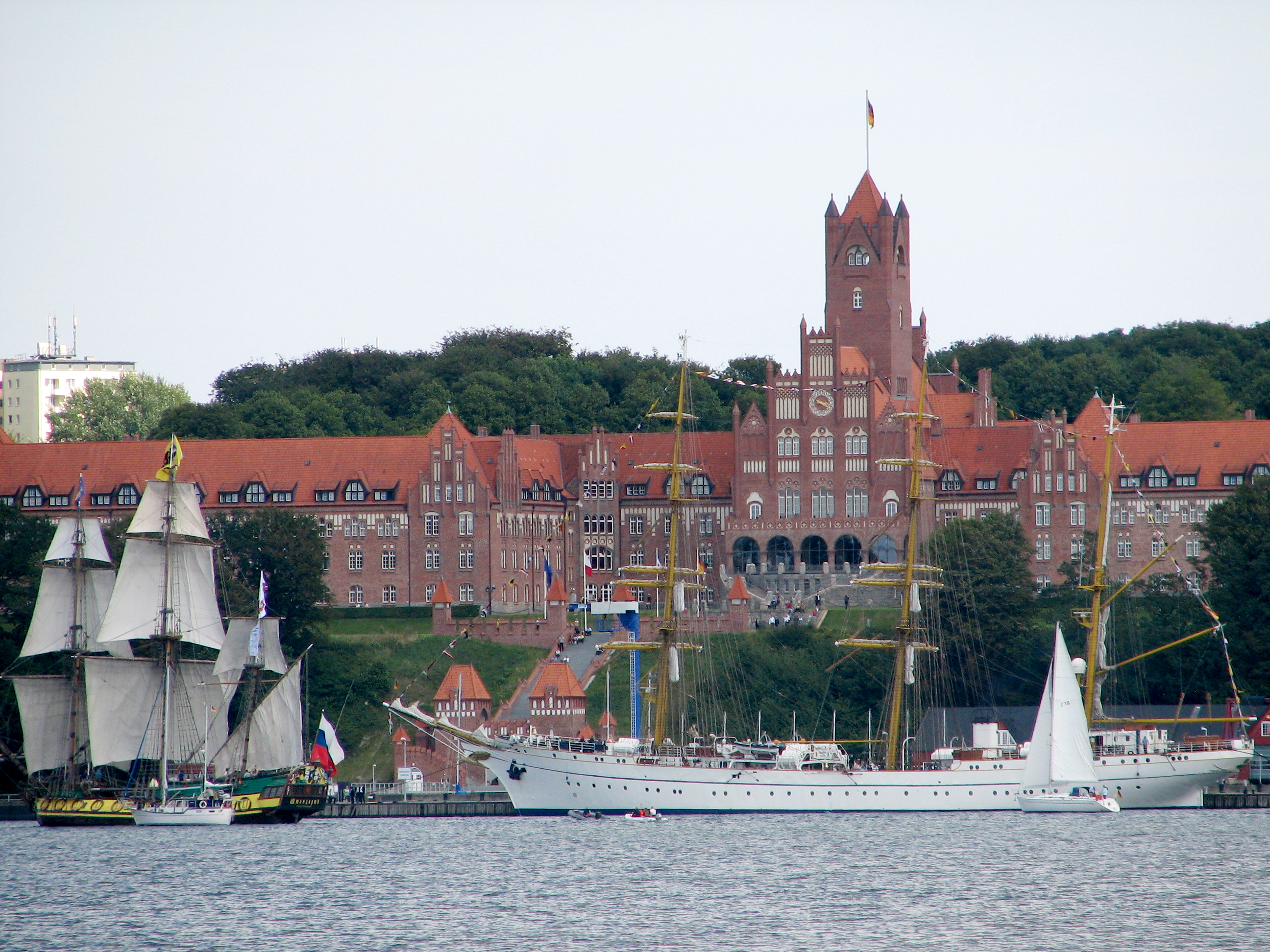
La Štandart con la Gorch Fock di fronte all'Accademia Navale di Mürwik (2010)

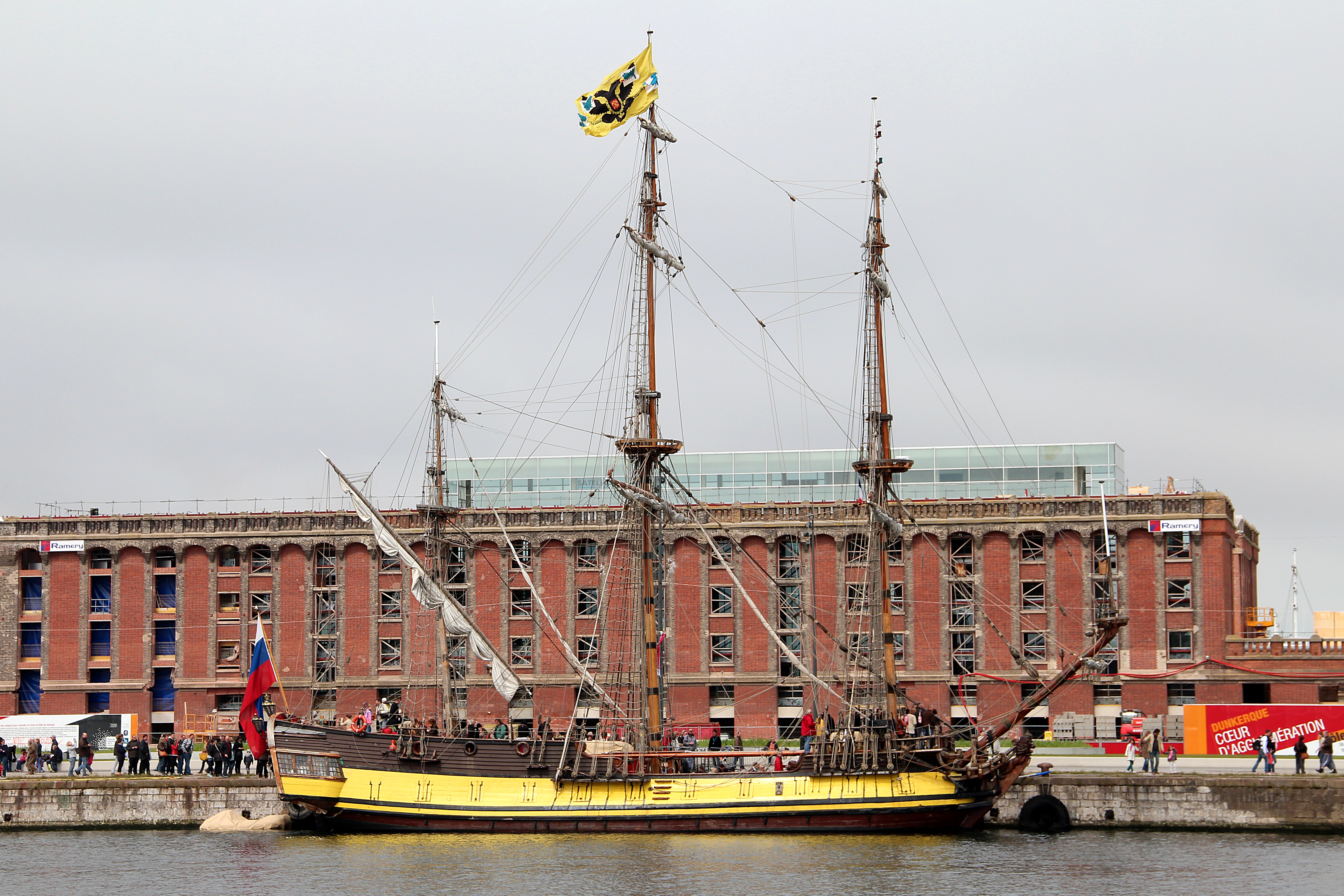
Durante il grande incontro marittimo di Dunkerque(2013).

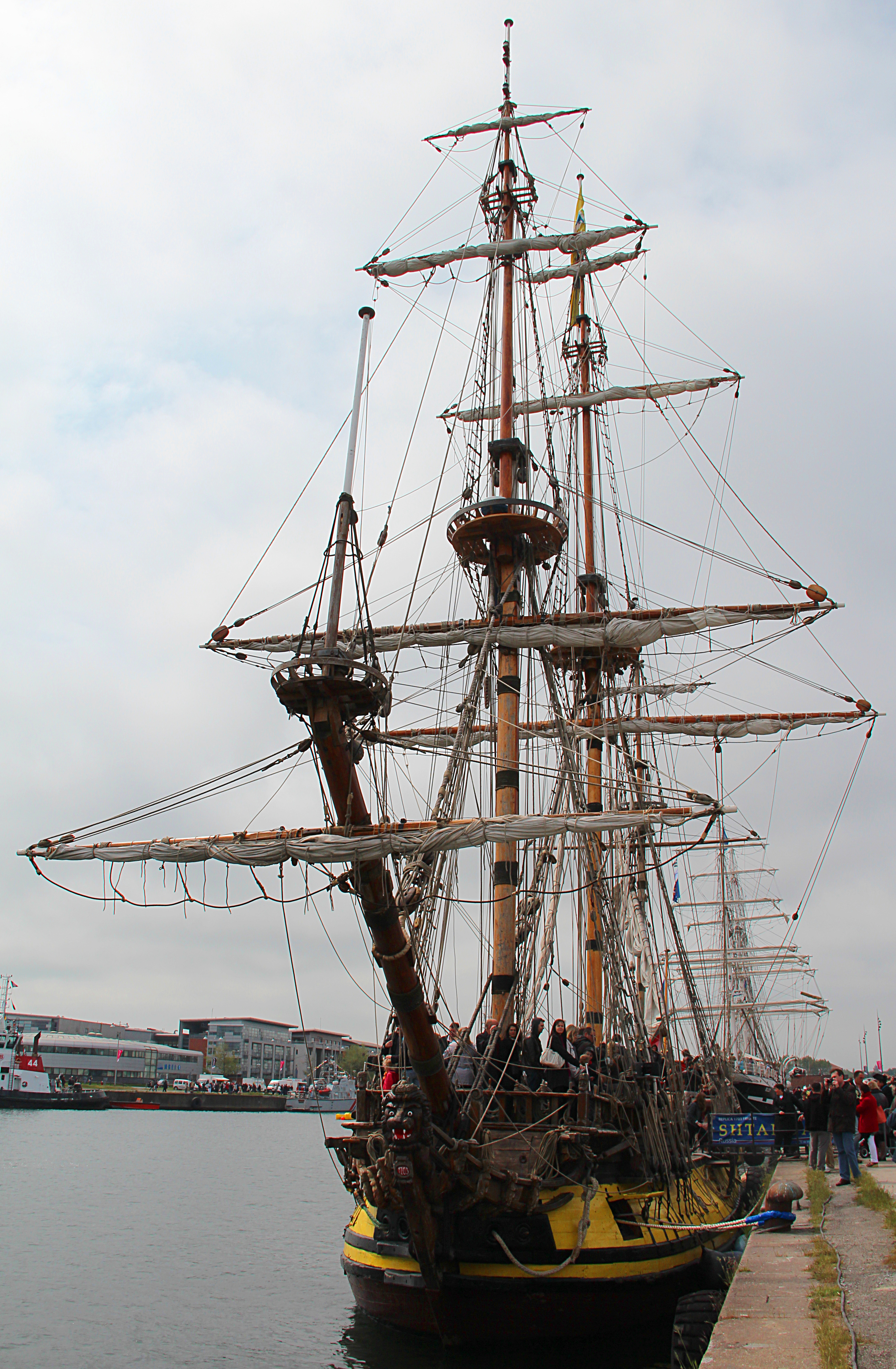
Vista di prua a Dunkerque (2013)

Nel 2005-2009, la Štandart ha svolto il ruolo della "nave dei sogni" alla festa delle vele scarlatte, una celebrazione annuale per la fine dell'anno scolastico che si tiene a San Pietroburgo, tratta da un romanzo di Alexander Grin
Fino al 2020 la Štandart ha navigato approssimativamente 210 000 miglia nautiche (390 000 km) nel mar Baltico, del Nord, di Barents e Mediterraneo, oltre ad aver raggiunto le Canarie. Ha visitato centosettantacinque porti in diciannove stati. Circa 9 000 apprendisti sono stati a bordo della nave.

## Immatricolazione della nave
Dal 2007, le navi a vela in Russia ebbero difficoltà a essere immatricolate. La nuova Autorità Nazionale di Mari e Fiumi (allora Росморречнадзор/Rosmorrechnadzor, ora Госморречнадзор/Gosmorrechnadzor) rifiutò di concedere certificati di immatricolazione alle navi a vela. La Štandart era una delle imbarcazioni più importanti tra queste, perciò la sua disputa con l'agenzia governativa fu ampiamente pubblicizzata. La nave navigò comunque in acque europee come vascello da addestramento velico con registrazione della Russian Yachting Federation.
Nel marzo del 2020 la Štandart ricevette l'immatricolazione del Registro Navale Russo come vascello da diporto e per addestramento velico, nonché adeguata registrazione da parte dell'Amministrazione Marittima Russa.

## Attività nel periodo 2000–2020
- 25 giugno 2000 - Partenza dal porto di San Pietroburgo per il viaggio inaugurale, ripercorrendo il tragitto della grande ambasciata di Pietro il Grande.
- Rotta 2000: San Pietroburgo — Vysby — Zaandam — Ijmuiden — Dunkerque — Roscoff — Brest for Brest 2000 — Londra — Amsterdam — Bremerhaven Sail Bremerhaven — Saint-Malo
- Rotta 2001: Saint-Malo — Amsterdam — Kalmar — San Pietroburgo — Ålesund Tall Ships' Races — Bergen — Esbjerg — Oudeschild — Bruges — Portsmouth
- Rotta 2002: Portsmouth — Harwich — Rotterdam — Den Helder — Amburgo — San Pietroburgo
- Rotta 2003: San Pietroburgo — Jakobstad — Sassnitz — Wilhelmshaven — Turku — Viborg — San Pietroburgo
- Rotta 2004: San Pietroburgo — Copenhagen — Stavern — Whisby — Hartlepool — Brest — Rotterdam — Antwerpen — Aalborg — Rostock — Elsinora — Lubecca — Frederikshavn — Karlskrona — Viborg — San Pietroburgo
- Rotta 2005: San Pietroburgo — Copenhagen — Odense — Halmstad — Helsinki — San Pietroburgo — Baltijsk— Lelystad — Rochester — Londra — Lowestoft — Hartlepool — Newcastle — Frederikstad (Tall Ships' Races) — Bremerhaven — Helgoland — Wismar — Travemünde — Frederikshavn — Göteborg — Stettino — Kotka — San Pietroburgo
- Rotta 2006: San Pietroburgo — Rotterdam — Delfshaven — Travemünde — Kaliningrad — Karlskrona — Rostock — Frederickshavn — Lubecca — Kalmar — San Pietroburgo
- Rotta 2007: San Pietroburgo — Amburgo — San Pietroburgo — porti della Tall Ship's Races — San Pietroburgo
- Stagione 2008: San Pietroburgo
- Il 25 agosto 2009 la Štandart salpa da San Pietroburgo fino a raggiungere Capo Nord in Norvegia.
- Nell'inverno 2009–2010 la nave rimane a Oslo, Norvegia, a svernare.
- Sail 2010-Tall Ships' Festival a Bremerhaven nell'agosto 25-29.
- Royal Greenwich Tall Ships Festival a Londra il 5-9 settembre.
- Rotta 2010: Norvegia — Polonia — Germania — Finlandia — Belgio (porti Tall Ships' Races) — Danimarca — Norvegia — Germania — Paesi Bassi
- Rotta 2011: Lelystad — Amburgo — Hellevoetsluis — Fredericia — Rotterdam (riprese per Nova Zembla) — Danzica — Klaipėda (porti Tall Ships' Races) — Turku — Great Yarmouth — Zaandam — Dordrecht — Amburgo
- Rotta 2012: Amburgo — Tallinn — Bremerhaven — Risør — Flensburgo — Hellevoetsluis
- Rotta 2013: Amsterdam — Amburgo — Rouen — Kiel — Helsinki — Riga — Stettino — Honfleur — Saint-Malo — Bilbao — La Coruña — Lisbona — Portimão — Essueira — Las Palmas
- Rotta 2014: Santa Cruz de Tenerife — Madeira — Cherbourg — Kampen — Amburgo — Stettino — Świnoujście — Lelystad — Kotka — Helsingor — Hanko — Turku — Rostock — Gdynia — Wismar — Amburgo — Texel — Amsterdam — Londra — Chatham — Ramsgate — Enkhuizen — Lubecca
- Rotta 2015: Amburgo — Flensburg — Stoccolma — Riga — Klaipeda — Stettino — Sandefjord — Ålesund — Kristiansand — Aalborg — Amsterdam (Sail Amsterdam 2015) — Flessinga — Poole — Lisbona — Malaga — Cannes — Roma — Genova — Napoli — Palermo
- Rotta 2016: Barcellona — Malaga — Gibilterra — Cascais — Ferrol — Barcellona — Sete — Tarragona — Rochefort — Brest — Swanage — Edimburgo — Blyth — Göteborg  — Sønderborg — Amsterdam — Plymouth — Saint-Malo — Bordeaux — Porto
- Rotta 2017: Vila do Conde — Cadice — Malaga — Vigo — Vannes — Dublino — Belfast — Liverpool — Honfleur — Kotka — Turku — Klaipeda — Stettino — Copenhagen — La Rochelle — Nantes — Honfleur — Amsterdam — Copenhagen — Saint-Malo — A Coruña — Porto — Malaga — Palma di Maiorca — Barcellona
- Rotta 2018: Cartagena — Tarragona — Firenze — Genova — Grande-Motte — Tarragona — Sete — Castellón de la Plana — Alicante — Cadice — Vigo — Saint-Malo — Ostenda — Caen — Amsterdam — Stettino — Aalborg — Copenhagen — Amsterdam — Sunderland — Esbjerg — Stavanger — Aarhus — Copenhagen — Amsterdam — Honfleur — La Rochelle
- Rotta 2019: La Rochelle — Santander — A Coruña — Cascais — Malaga — Siviglia — Vigo — Vannes — Rouen — Scheveningen — Aalborg — Frederikstad — Bergen — Aarhus — Stockholm — Boulogne — Southampton — Dunkerque — Amsterdam — La Rochelle — Lisbona — Malaga — Valencia — Barcellona
- Rotta 2020: Barcellona — Napoli — Corfù — La Valletta — Castellon — Vigo — La Rochelle — Calais — Hellevoetsluis - Zaandam

## Štandartnel cinema
- 2007: Sluga gosudarev, film russo scritto e diretto da Oleg Rjaskov.
- 2011: Note dello Spedizioniere della Cancelleria Segreta (Записки экспедитора Тайной канцелярии), film e serie televisiva russa basata sul romanzo di Oleg Ryaskov, che ne è anche regista.
- 2011: Nova Zembla, film storico olandese diretto da Reinout Oerlemans.
- 2015: Michiel de Ruyter, film olandese sull'ammiraglio Michiel de Ruyter, diretto da Roel Reiné. Sul sito promozionale inglese il film è chiamato Admiral.[4]
- 2021: Partecipa alle riprese della serie "La Fortuna" di Alejandro Amenábar a Pasaia, nei Paesi Baschi.